# Hallinporttis flygmuseum

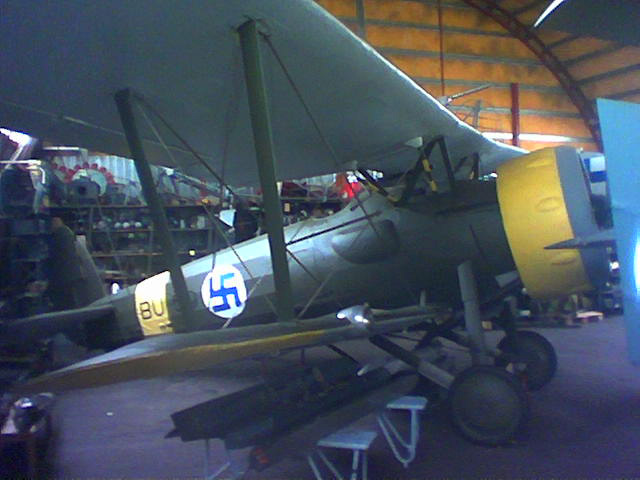
Bristol Bulldog i Hallinporttis flygmuseum

Hallinporttis flygmuseum (finska: Hallinportin ilmailumuseo) ligger i anslutning till Hallis flygplats i Halli i Jämsä i Finland. Det är ett militärhistoriskt museum som specialiserat sig på flygteknik.
- Flygplan
  - MiG-15 UTI skoljetplan (MU-1, utomhus)
  - IVL D.26 Haukka II (HA-41)
  - Bristol Bulldog IV (BU-59)
  - Aero A-11 (AE-47)
  - Rumpler 6B (5A.1)
  - VL Sääski II (LK-1)
  - Caudron G.3 (1E.18)

År 2005 kunde besökare köpa en gemensam biljett för fem euro som medgav tillträde både till flygmuseet samt till de flygplanstillverkande bröderna Karhumäkis tidigare fabrik som ligger bredvid nuvarande Patrias flygfabriksområde. Utställningen om bröderna Karhumäki består av fotografier, filmer samt flygbilder från 1920- och 1930-talen från olika delar av Finland.